# Tour de Conoz
Der Torre di Conoz (französisch tour de Conoz) ist der wichtigste der Türme des Ortsteils Conoz in der Gemeinde Châtillon im Aostatal. Dieser nördlichste Burgturm des Ortsteils liegt an der Via Francigena und wacht über den Hügel zwischen Châtillon und Saint-Vincent.
Der Turm steht auch am Touristenweg Nr. 6, der von der Pfarrkirche von Châtillon durch den Park des Castello Passerin d’Entrèves nach Promiod führt.

## Die Türme von Conoz
Von den drei Türmen, die der Adelsfamilie Barmaz gehörten und an der Nord-, der Süd- und der Ostseite von Conoz stehen, ist der an der Nordseite derjenige, den man noch als solchen erkennt, während das Gebäude an der Ostseite der Siedlung eigentlich gar kein Turm ist.

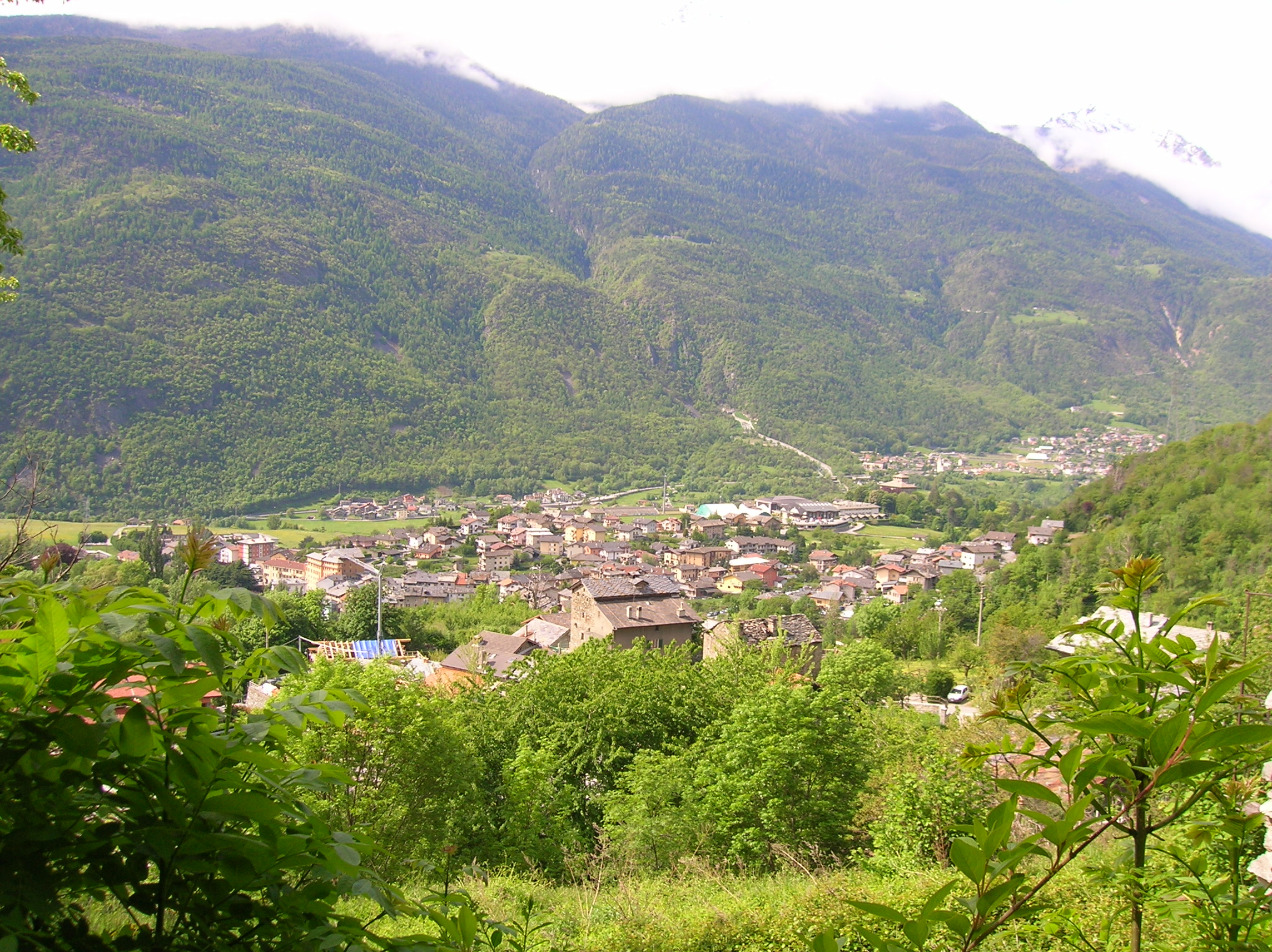
Torre di Conoz auf der Nordseite des Dorfes
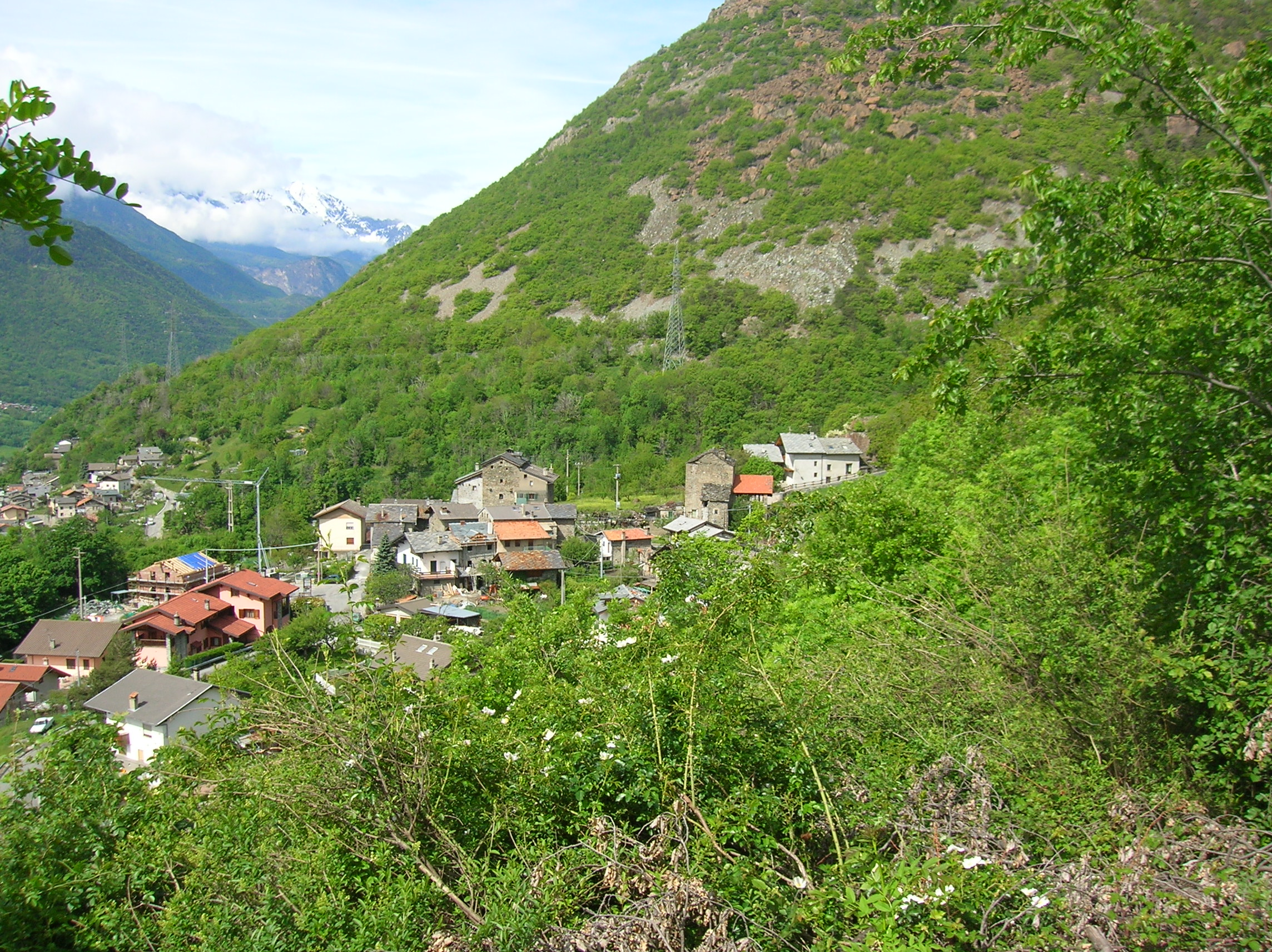
Die anderen beiden Türme von Conoz

## Geschichte
Nach einer Legende ließen die drei letzten unverheirateten Schwestern der sehr reichen und alten Familie die drei Türme erbauen. Die Adelsfamilie Barmaz, deren Herkunft nicht bekannt ist und die auch nicht in den Listen der Adelsfamilien des Aostatals verzeichnet ist, starb Ende des 17. Jahrhunderts aus.
Die traditionelle Theorie rechnet den Turm dem 17. Jahrhundert zu, kurze Zeit vor dem Aussterben der Familie, aber der Burgengelehrte des Aostatals, André Zanotto, analysierte die strukturellen und stylistischen Elemente und schließt, dass der Turm im Norden, der üblicherweise „Torre de Conoz“ genannt wird, älter sein sollte und der Feudalzeit zugerechnet werden müsse. Diese Hypothese unterstützt auch ein Indiz in einem Dokument von 1305, das den Namen von „Brunetus de Cono de Labarme“, einem Vertrauten der Herren von Cly und Diener des Bischofs von Aosta, zitiert.
Nach Lin Colliard wären der Nordturm und der Südturm in den 1970er-Jahren in gutem Zustand erhalten, wogegen der Ostturm wegen des vorzeitigen Todes seines Eigentümers seit seinem Bau unvollendet geblieben wäre.
Zur Verschönerung und Restaurierung der Türme von Conoz und des Torre d’Emarèse hat die Gemeinde Châtillon 2012 einen Ideenwettbewerb ausgeschrieben. Die teilweise Erhaltung der Türme sieht eine Nutzungsänderung vor, vermutlich als Unterkunft außerhalb des Hotels.

## Beschreibung
Der Turm hat unten einen rechteckigen Querschnitt und man sieht in der Konstruktion noch die Schießscharten. Heute besteht der Komplex aus dem eigentlichen Turm und einem weiteren, späteren Bauwerk, das an ersteren angebaut wurde; er besteht aus einem Keller, einem Tiefparterre, einem Hochparterre, einem ersten und einem zweiten Obergeschoss und einem Dachgeschoss.